# Ahmad Tea
Ahmad Tea је компанија за производњу чаја са седиштем у Уједињеном Краљевству. У понуди имају низ биљних и воћних чајева као и прибор за припремање чаја и поклоне.
Компанију су 1986. године основали Рахим Афсхар и његова браћа. Компанија носи назив по оцу оснивача.
Ahmad Tea дистрибуира своје производе у преко 80 земаља на шест континената, и њихови производи се могу наћи у одабраним ресторанима, хотелима, специјализованим продавницама. У седишту компаније налази се и музеј чаја који привлачи локалне госте. Ahmad Tea је за неколико производа освојио преко 20 Great Taste Awards. Ahmad Tea је члан организације Ethical Tea Partnership, која се бави одрживим развојем у овој грани индустрији.
Од 2012. године компаније у сарадњи са другим фирмама и организацијама даје делове прихода деци са инвалидитетом и покреће добротворне иницијативе у Уједињеном Краљевству као и подршку сиротиштима у Малију, Русији, Шри Ланки и Украјини.